# Aegus elegantulus
Aegus elegantulus es una especie de coleóptero de la familia Lucanidae.

## Distribución geográfica
Habita en Nueva Guinea y Bismarck.